# 真空焼結
真空焼結（しんくうしょうけつ、英語：vacuum sintering）は、真空状態で加圧、焼結する事である。粉末の金属を大気中で高温で焼結しようとすると、多くの金属は大気中の酸素、窒素、水等の影響で性質が変化するため真空焼結する必要がある。超硬合金は最終的に真空中で焼結しているし、粉末冶金の多くも真空中で焼結された物が多い。大気中でも貴金属ならば金粘土、銀粘土のように酸化して性質が変化することはない。